# Cutiala (circunscrição)
Cutiala é uma das sete circunscrições da região de Sicasso, no sul do Mali. Sua capital é Cutiala. Ela está dividida na comuna urbana de Cutiala e 36 comunas rurais:
- Cafo Faboli
- Caraguana Malé
- Colonigué
- Conina
- Coningué
- Conseguela
- Coromo
- Cuniana
- Cutiala
- Diedugu
- Diuradugu Cafo
- Fagui
- Facolo
- Golonianasso
- Gutjina
- Gudié Suguna
- Guadji Cao
- Iognogo
- Kapala
- Loguana
- Miena
- Nafanga
- Nampé
- Niantaga
- Pessoba
- Sincina
- Sincolo
- Songo-Dubacoré
- Songua
- Sorobasso
- Tao
- Tossoni
- Zanfigué
- Zangasso
- Zanina
- Zebala